# Столичний музей
Столичний музей (кит.: 首都 博物馆) — художній музей в Пекіні, КНР. У музеї зберігається понад 200 000 експонатів, багато з яких були знайдені в Пекіні в ході археологічних розкопок.
Серед виставлених творів мистецтва є вироби з бронзи, нефриту та фарфора, буддійські статуї, зразки старовинної живопису та каліграфії, предмети побуту та одяг жителів старого Пекіна.

## Інформація для відвідувачів
- Музей відкритий для відвідувачів щодня, крім понеділка, з 9:00 до 16:00.
- Проїзд: метро «Мусіді» (Лінія 1); Автобус и № 1, 4, 37, 52 — зупинка «Гунхуейдало».

## Галерея

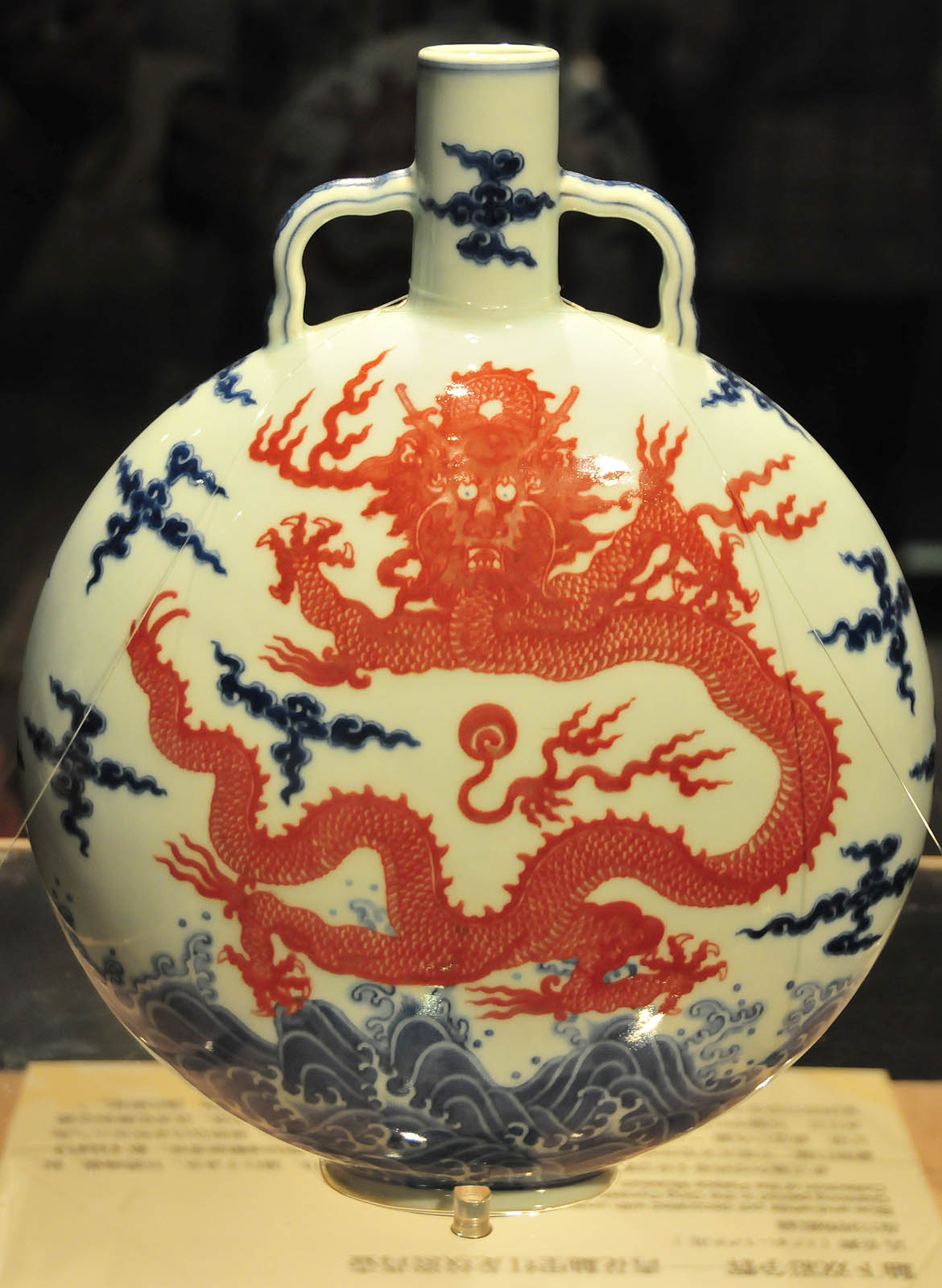
Біло-блакитна порцелянова ваза епохи Мін
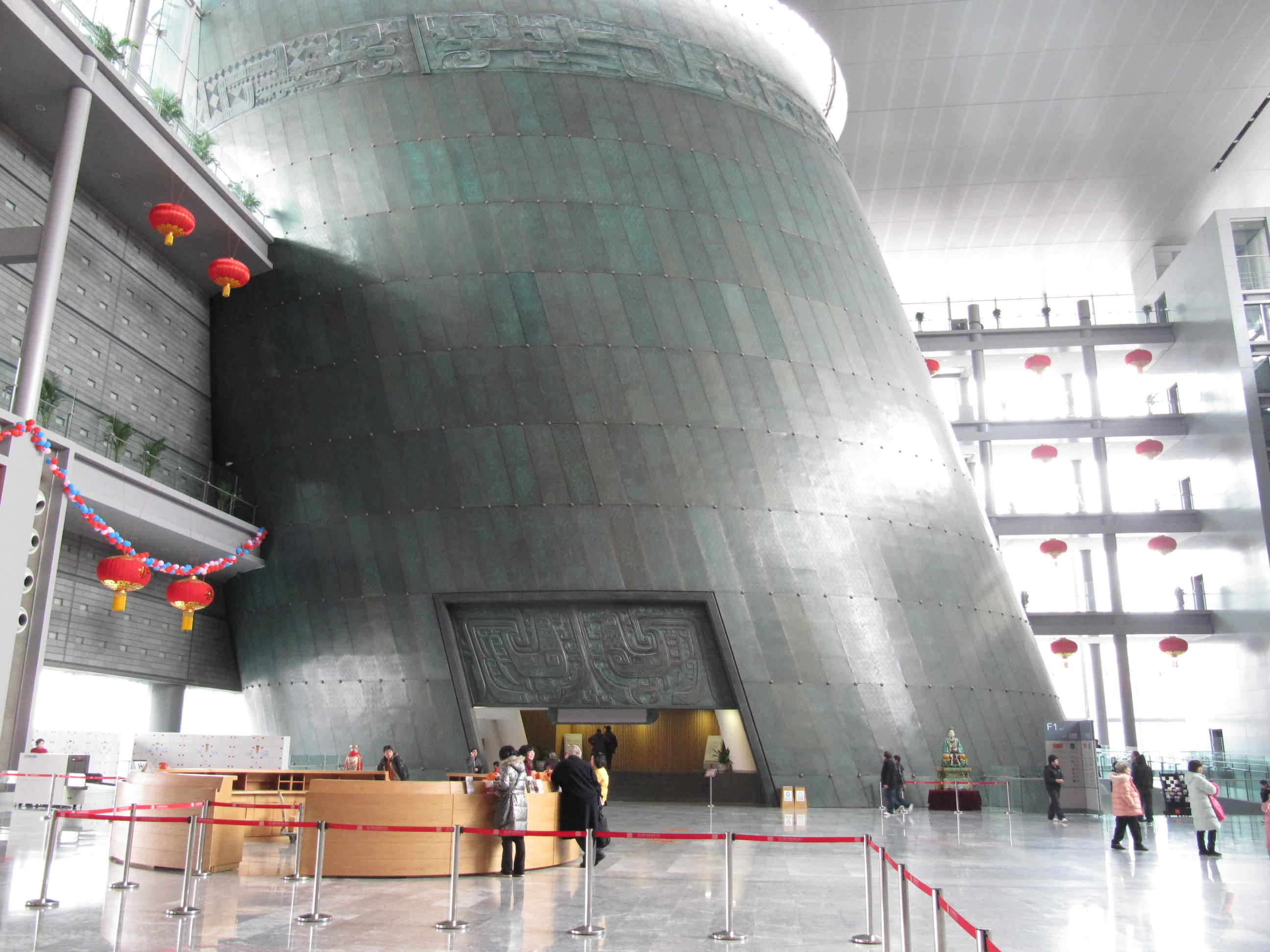
Зала бронзи
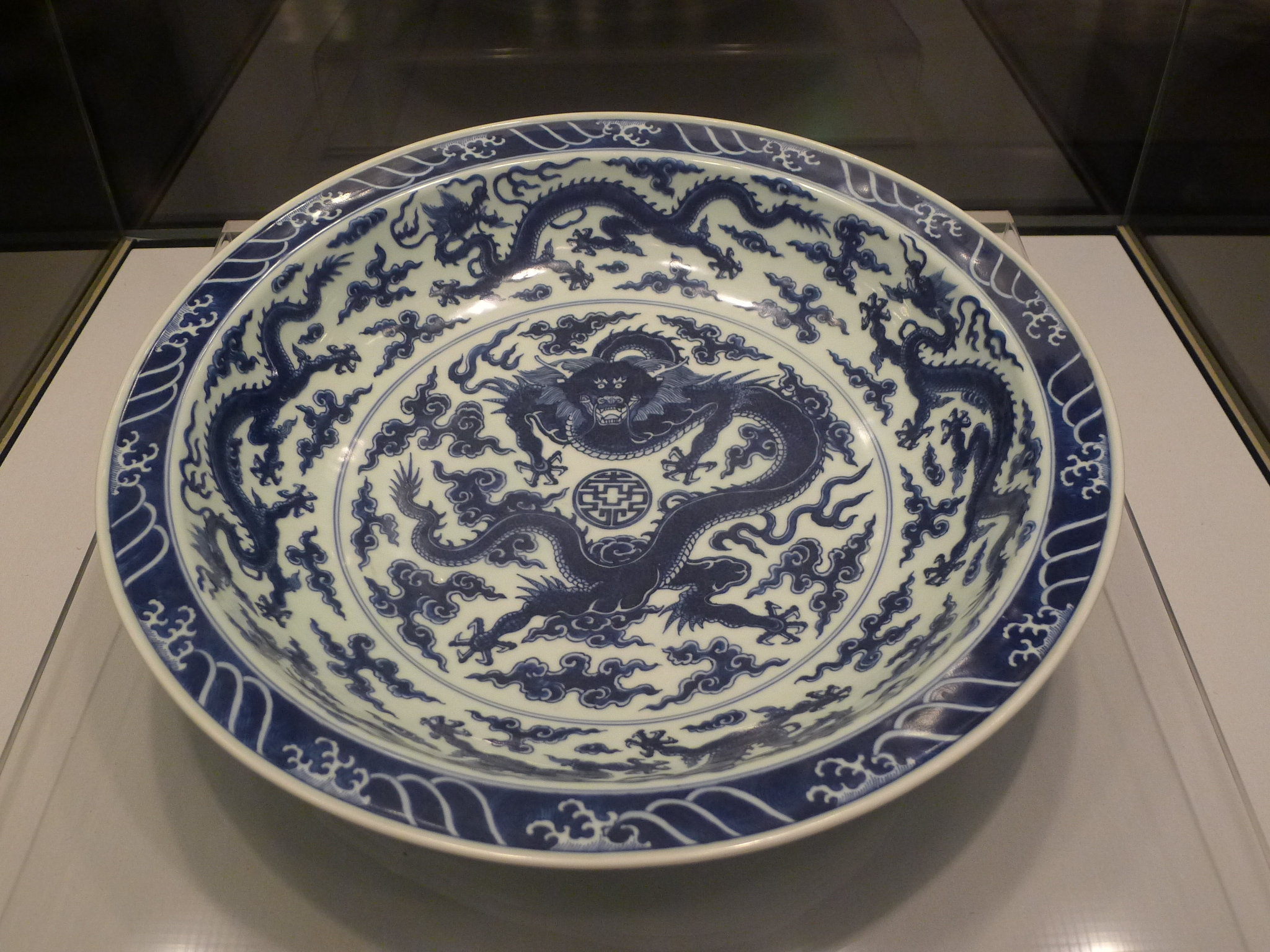
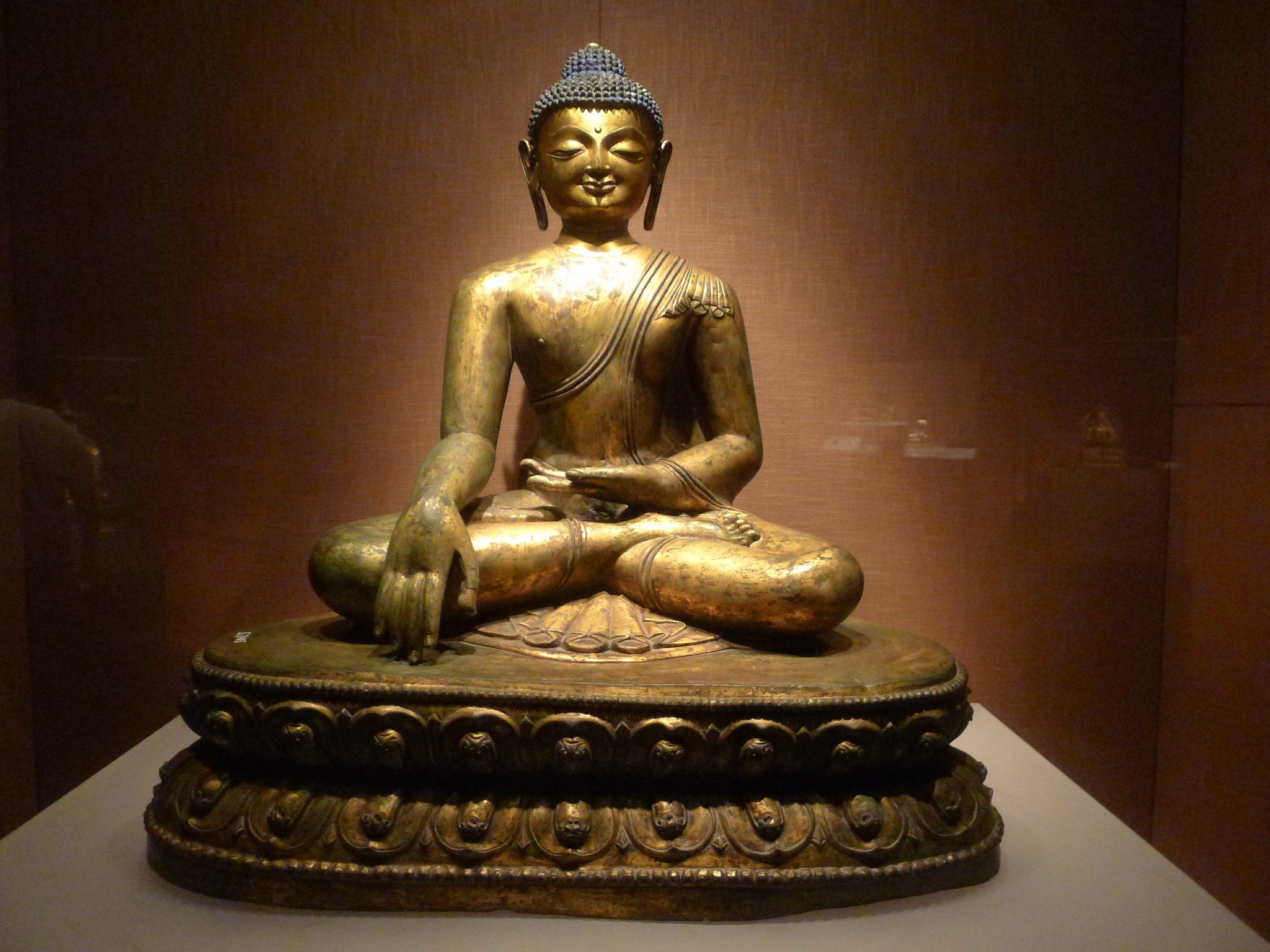
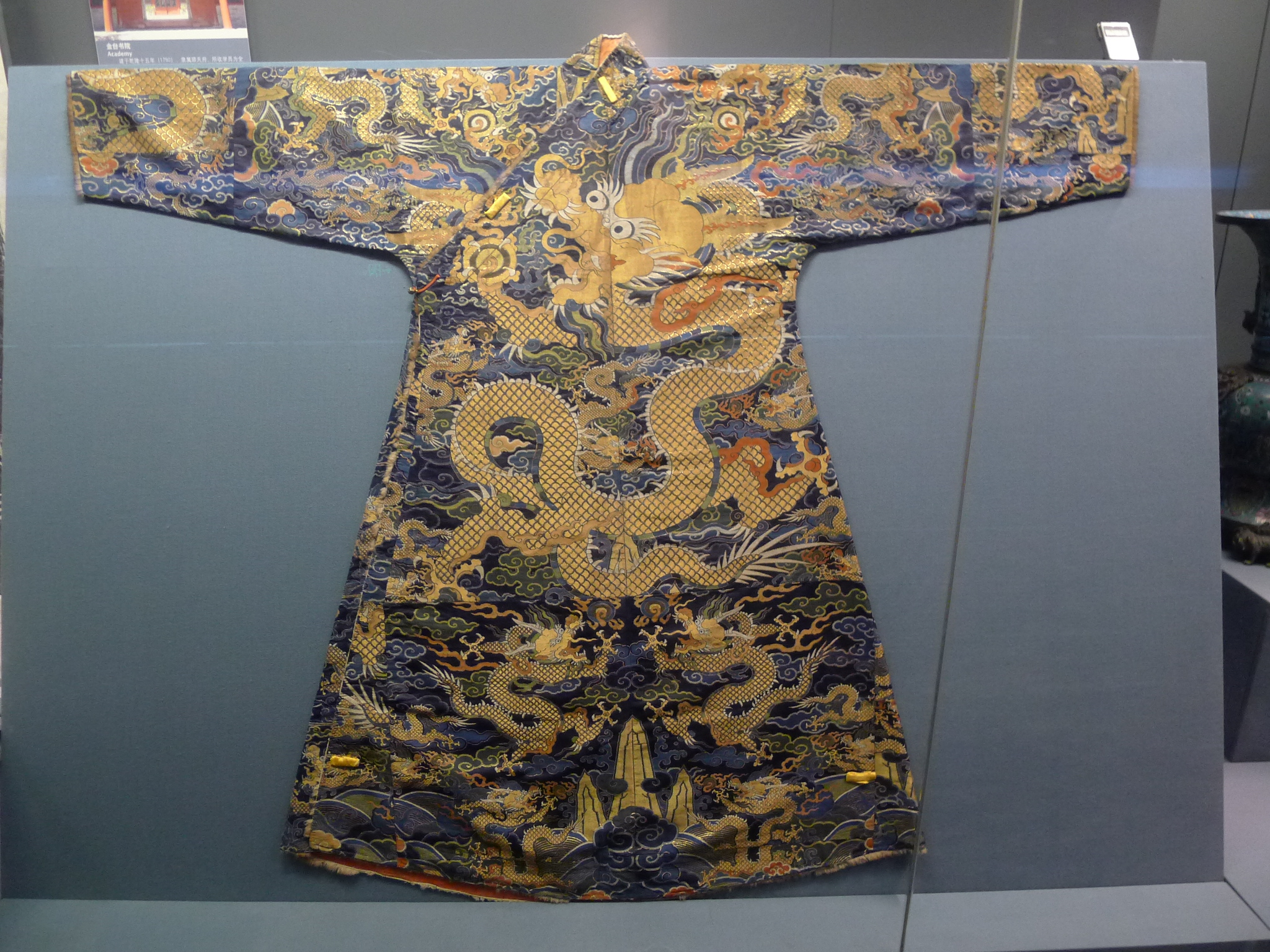
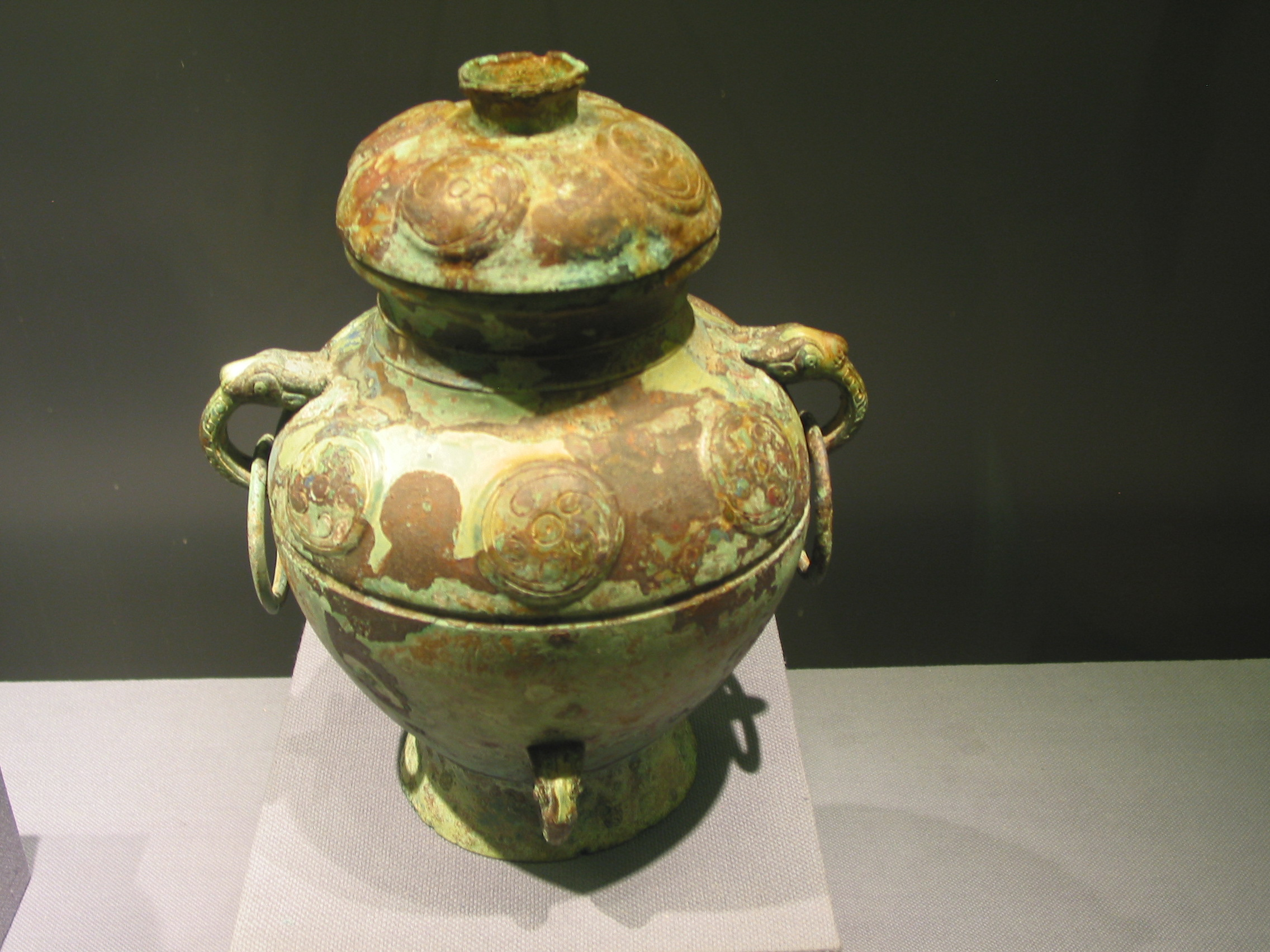
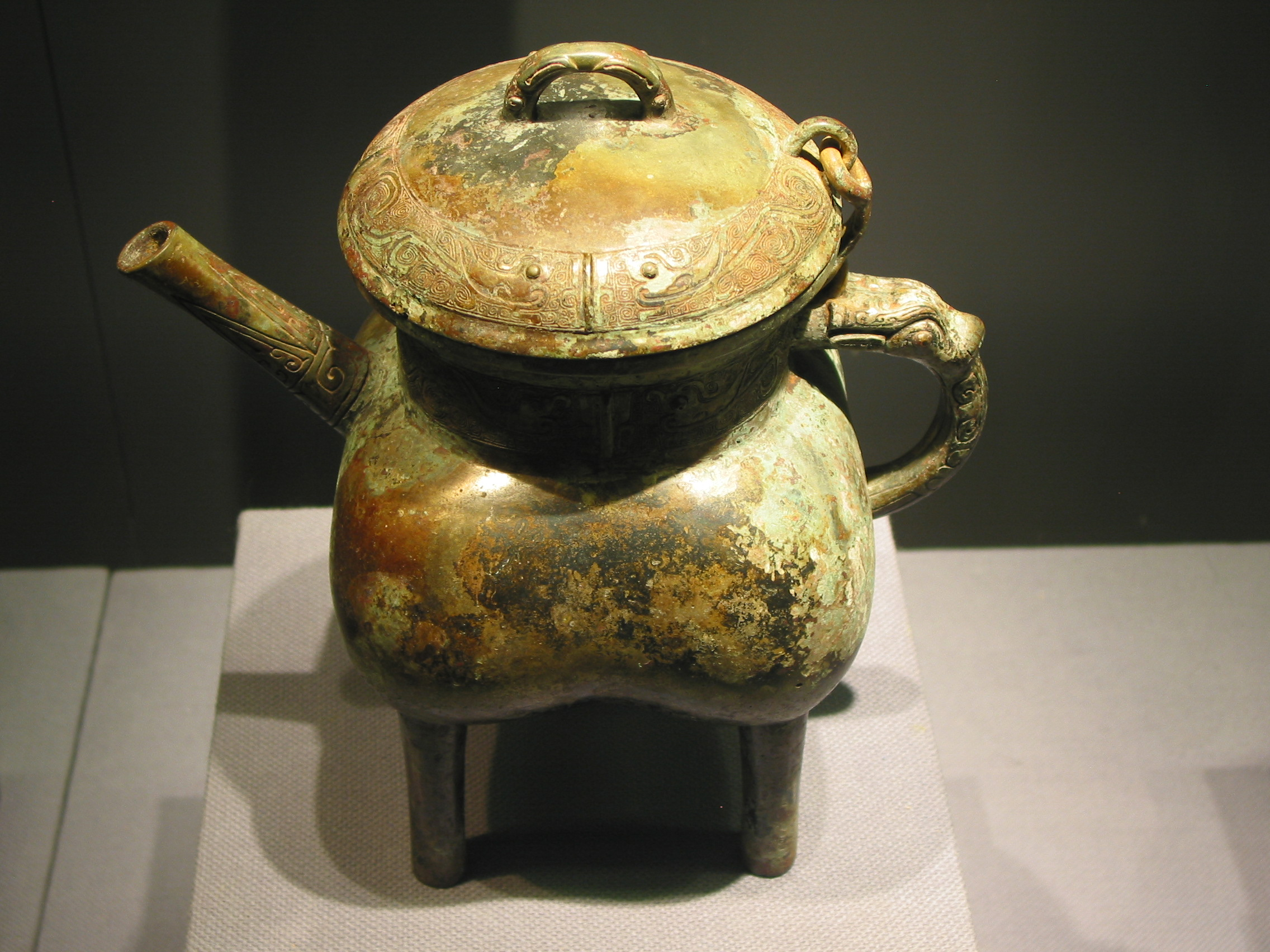
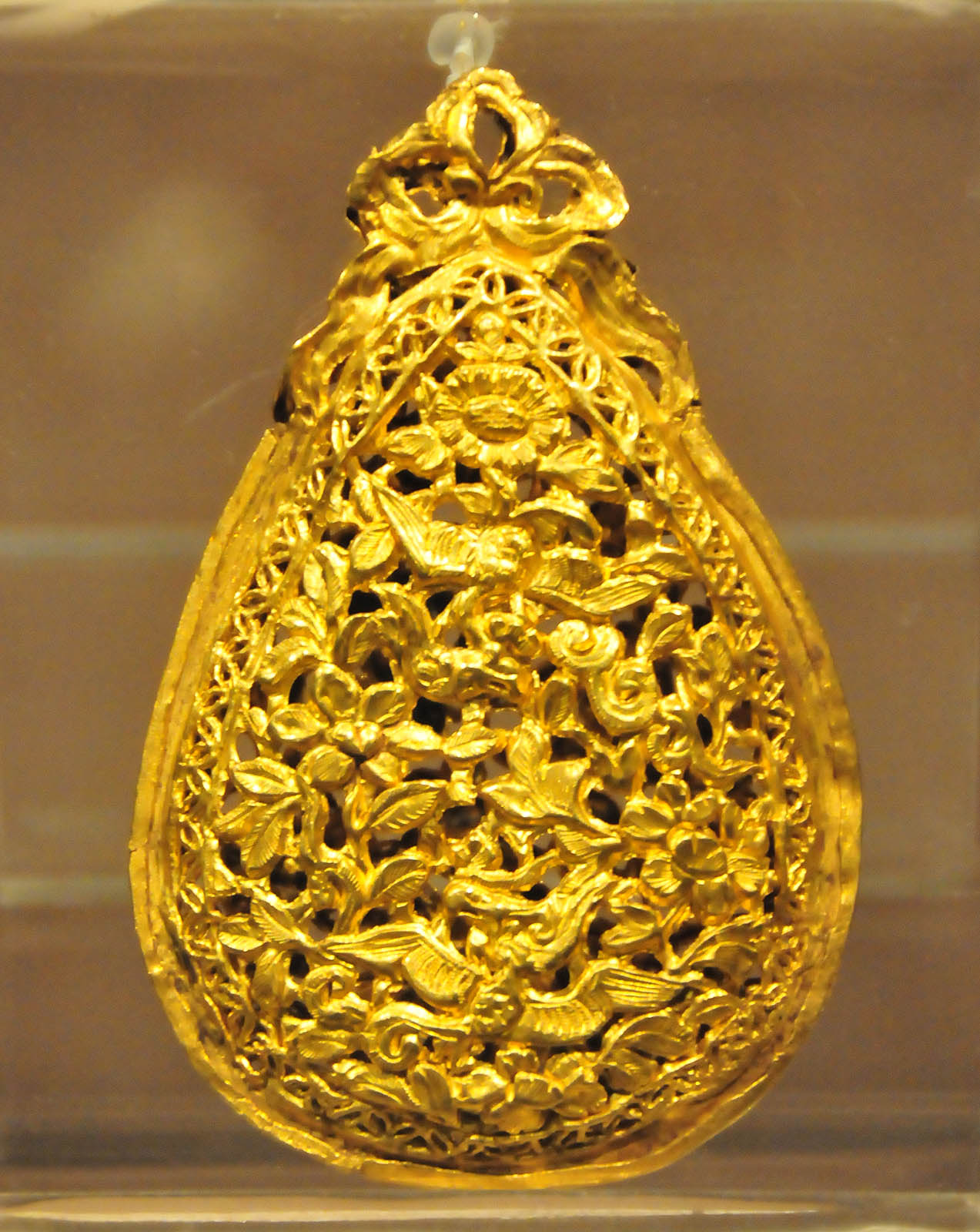
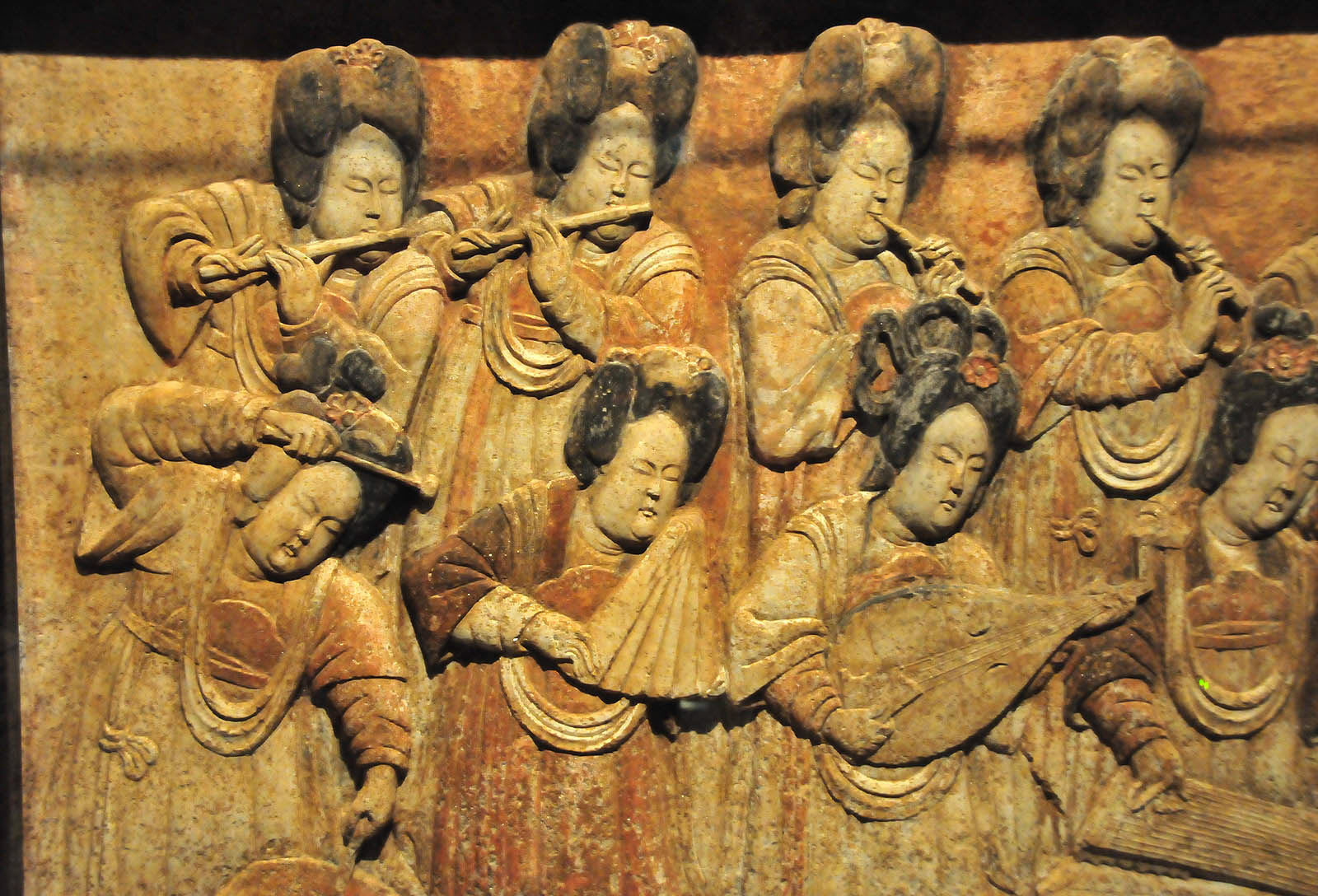
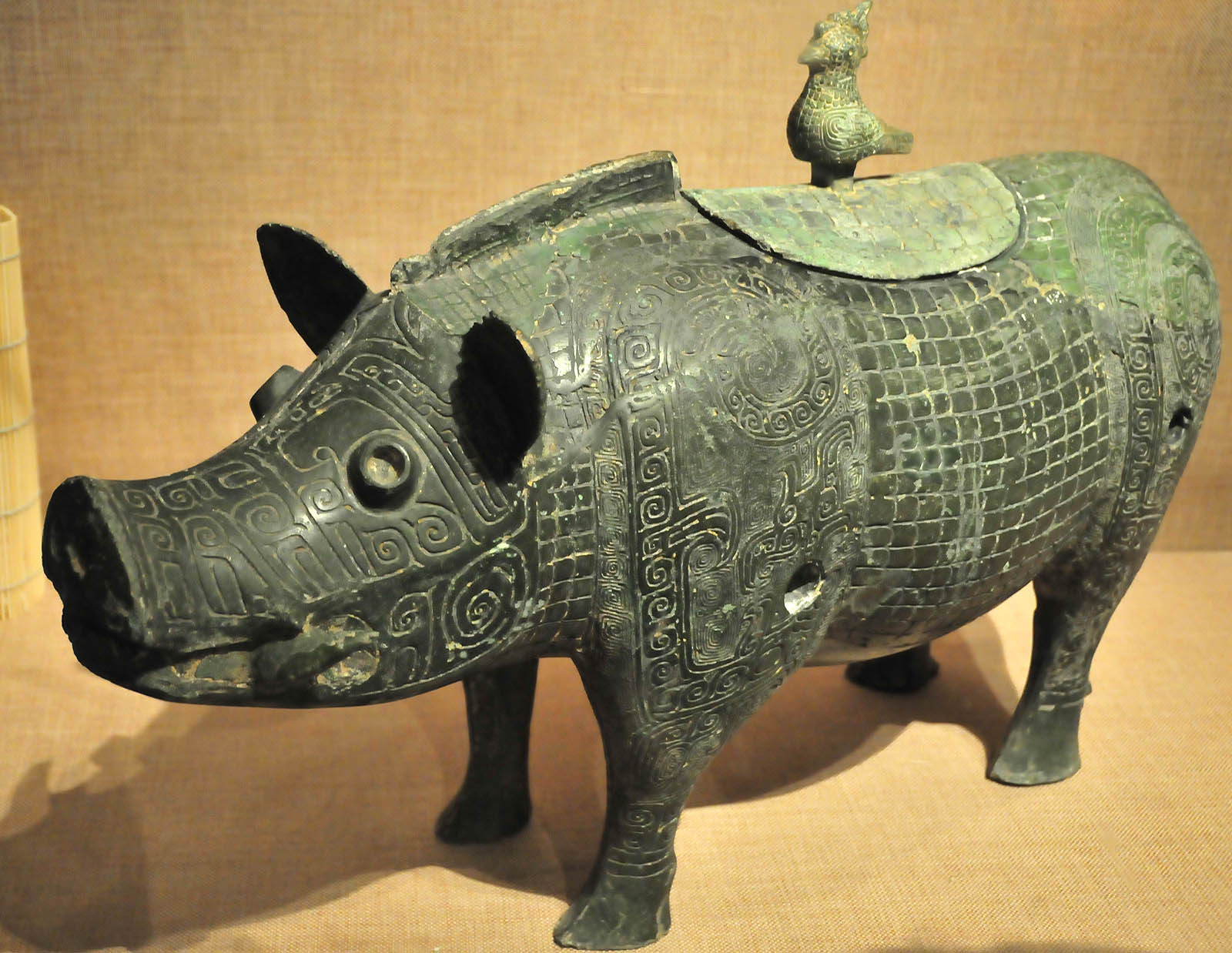
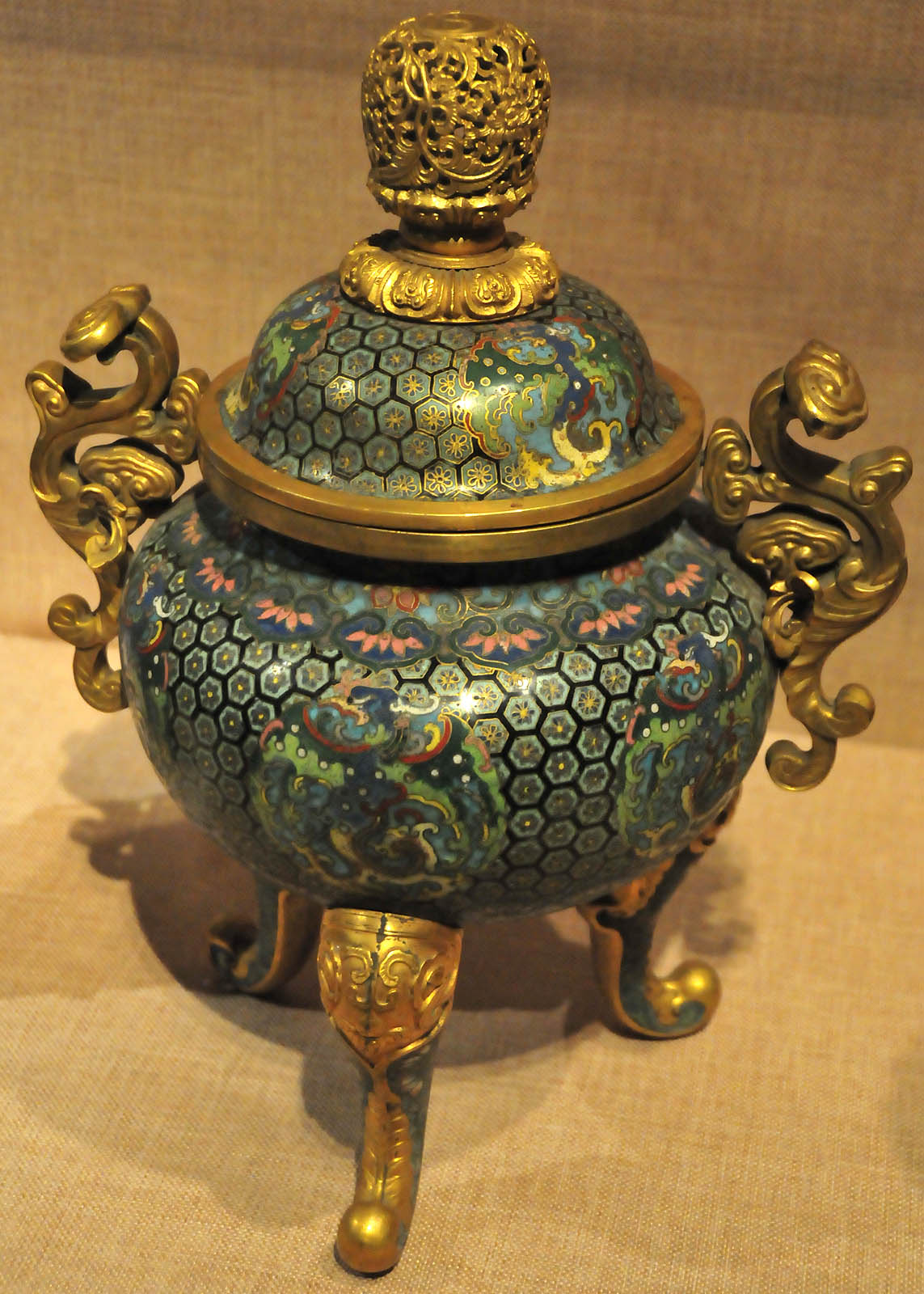
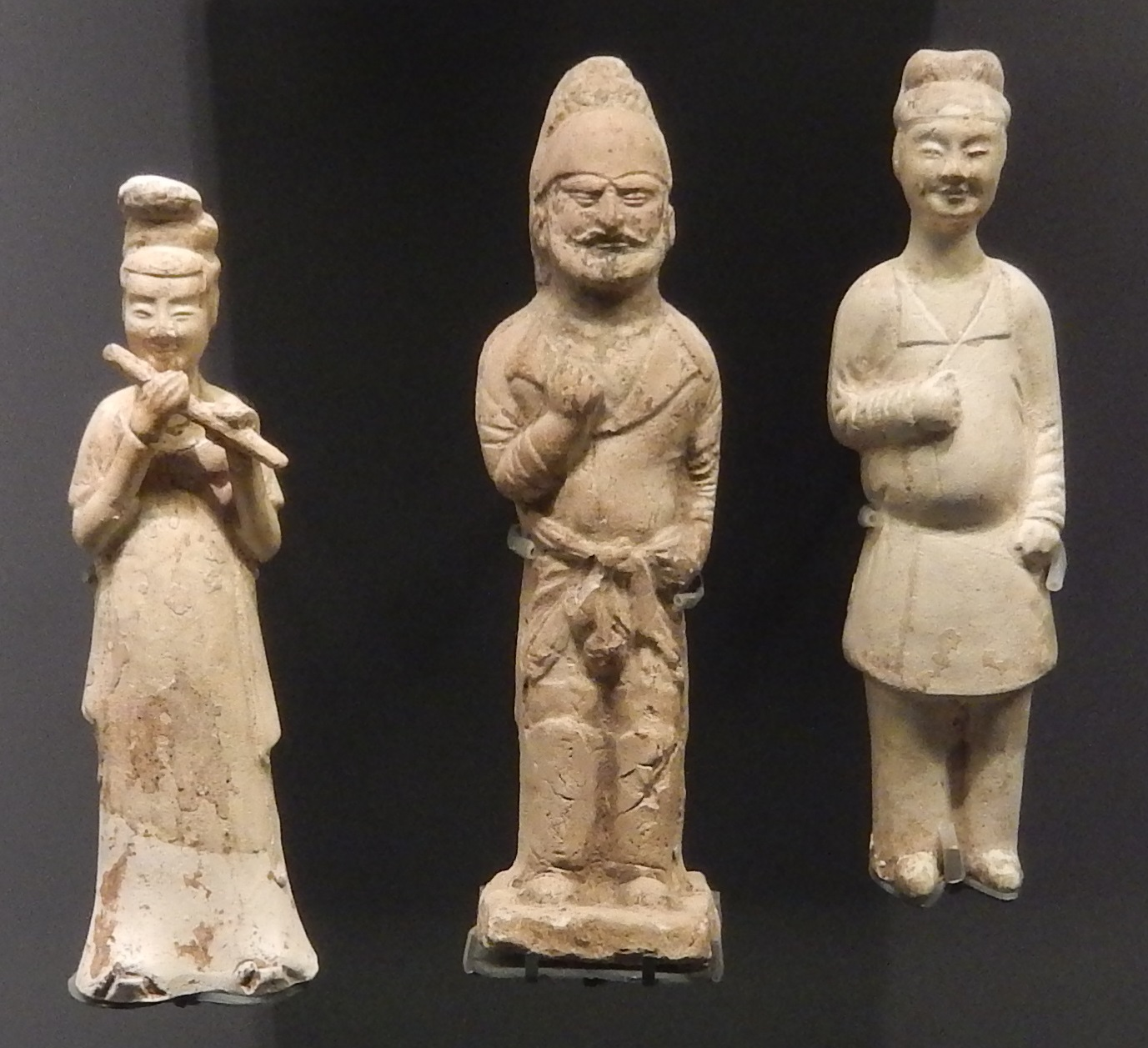